# Дубовичский сельский совет (Кролевецкий район)
Дубовичский сельский совет (укр. Дубовицька сільська рада) — входит в состав
Кролевецкого района
Сумской области
Украины.
Административный центр сельского совета находится в 
с. Дубовичи
.

## Населённые пункты совета
- с. Дубовичи